# Apsithra cocles
Apsithra cocles är en fjärilsart som beskrevs av Fabricius 1787. Apsithra cocles ingår i släktet Apsithra och familjen praktfjärilar. Inga underarter finns listade i Catalogue of Life.